# Cantonul Forbach
Cantonul Forbach este un canton din arondismentul Forbach, departamentul Moselle, regiunea Lorena, Franța.